# 4017 Disneya
4017 Disneya è un asteroide della fascia principale. Scoperto nel 1980, presenta un'orbita caratterizzata da un semiasse maggiore pari a 2,5862949 UA e da un'eccentricità di 0,0983606, inclinata di 3,02473° rispetto all'eclittica.